# Cantheschenia
Cantheschenia es un género de peces de la familia Monacanthidae, del orden Tetraodontiformes. Este género marino fue descrito por primera vez en 1977 por J. Barry Hutchins.

## Especies
Especies reconocidas del género:
- Cantheschenia grandisquamis Hutchins, 1977
- Cantheschenia longipinnis Fraser-Brunner, 1941

### Lectura recomendada
- Rec. West. Aust. Mus. 5: 16.